# Brasão de armas do Quirguistão

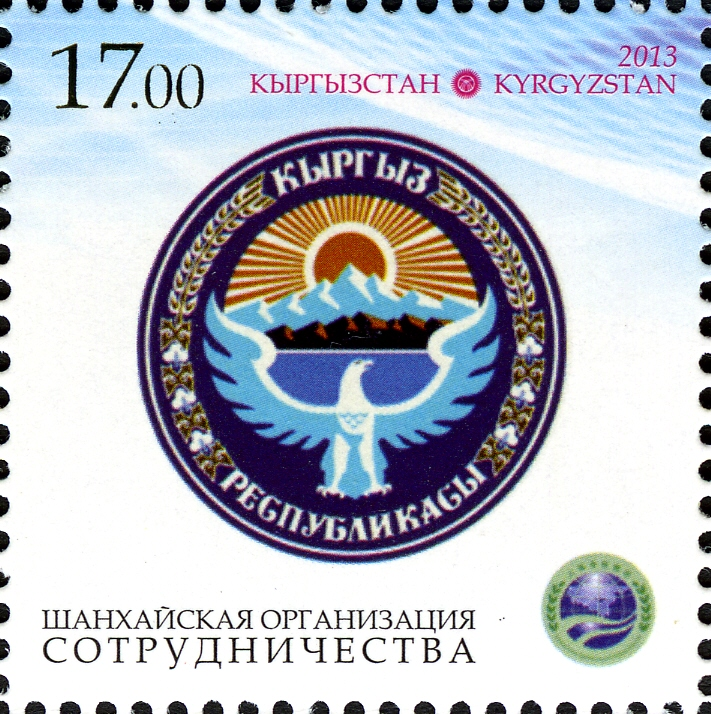
Selo quiguiz de 2013 com o desenho do brasão de armas nacional

O brasão de armas da República Quirguiz foi adotado após a dissolução da União Soviética, em 2 de junho de 1992. O atual desenho foi adotado em 14 de janeiro de 1994.

## Descrição
O brasão de armas tem uma forma circular e ostenta maioritariamente a cor azul, sendo que a luz azul é a cor do Quirguistão, da coragem e da generosidade (patente também na bandeira do Cazaquistão e no brasão de armas do Cazaquistão). À esquerda e à direita do brasão de armas, é mostrado trigo e algodão. Na parte superior, o nome do país aparece em quirguiz: "Кыргыз Республикасы" (em português:  República Quirguiz).
No meio, ostenta as montanhas Tian Shan, abaixo das quais é mostrado campos. Por trás do panorama montanhoso, vê-se um Sol Nascente. Um pássaro batendo as suas asas está sob este panorama, o que dá a impressão de que o panorama recai sobre os ombros do pássaro.
Antes da independência da URSS, o Quirguistão teve um brasão de armas semelhante a todas as outras repúblicas soviéticas. À semelhança de outras ex-repúblicas soviéticas cujos braços não anteriores à Revolução de Outubro, o atual brasão de armas conserva alguns componentes da União Soviética, neste caso, o trigo, o algodão, o Sol Nascente e o Tien Shan.

## Galeria

Brasão de armas do Quirguistão Soviético
Brasão de armas usado de 1994 até 2016